# Baltagul (roman)
Baltagul este un roman social scris de Mihail Sadoveanu și publicat pentru prima oară în volum în noiembrie 1930 de către Editura Cartea Românească din București. Romanul prezintă călătoria Vitoriei Lipan pe urmele soțului ei, oierul Nechifor Lipan, pentru a afla ce s-a întâmplat cu acesta și pentru a-i pedepsi după o lege nescrisă pe cei doi tovarăși ce l-au ucis și jefuit.
Sursa principală de inspirație a romancierului a fost balada populară „Miorița” din care a preluat simbolul, structura epică, conflictul între cei trei ciobani și perseverența femeii care pornește în căutarea ciobanului ucis. Autorul s-a inspirat și din alte două balade populare culese de Vasile Alecsandri pe la mijlocul secolului al XIX-lea: „Șalga” – din care a preluat exemplul unei curajoase ciobănițe ce pornește în căutarea unei cete de hoți și se răzbună într-un mod năpraznic pe cei care au prădat-o – și „Dolca” – de unde a preluat legătura dintre om și animalul credincios.
Baltagul este considerat o monografie a satului tradițional românesc deoarece prezintă aspecte ale firii omului de la sat, tradițiile și obiceiurile românești: la botez, nuntă și înmormântare. Datele din roman sunt un prilej pentru autor de a zugrăvi atmosfera epocii și tradițiile populare românești.
Romanul a fost ecranizat într-un film omonim, regizat de Mircea Mureșan după un scenariu propriu. Premiera oficială a filmului a avut loc în octombrie 1969.

## Rezumat
Plecat la Dorna în preajma sărbătorii Sfântului Dumitru (26 octombrie) pentru a cumpăra niște oi de la niște ciobani de pe Rarău, Nechifor Lipan nu se mai întoarce la casa lui de pe măgura Tarcăului și nu mai dă niciun semn de viață. Soția sa, Vitoria, începe să se neliniștească deoarece oierul nu lipsise niciodată de acasă, în ultimii douăzeci de ani, o perioadă mai mare de douăzeci de zile. El nu se dusese nici la popasul de iarnă al turmelor de oi din satul Cristești (din apropiere de Iași) aflat pe balta Jijiei, unde urma să plătească taxele de pășunat, nutrețul animalelor și simbriile ciobanilor și de unde trebuia apoi să se întoarcă acasă cu fiul său, Gheorghiță. Perioada de întârziere depășește o lună, iar Vitoria visează într-o noapte că Nechifor traversa călare, spre asfințit, o întindere de apă și începe să bănuiască că acesta a murit.

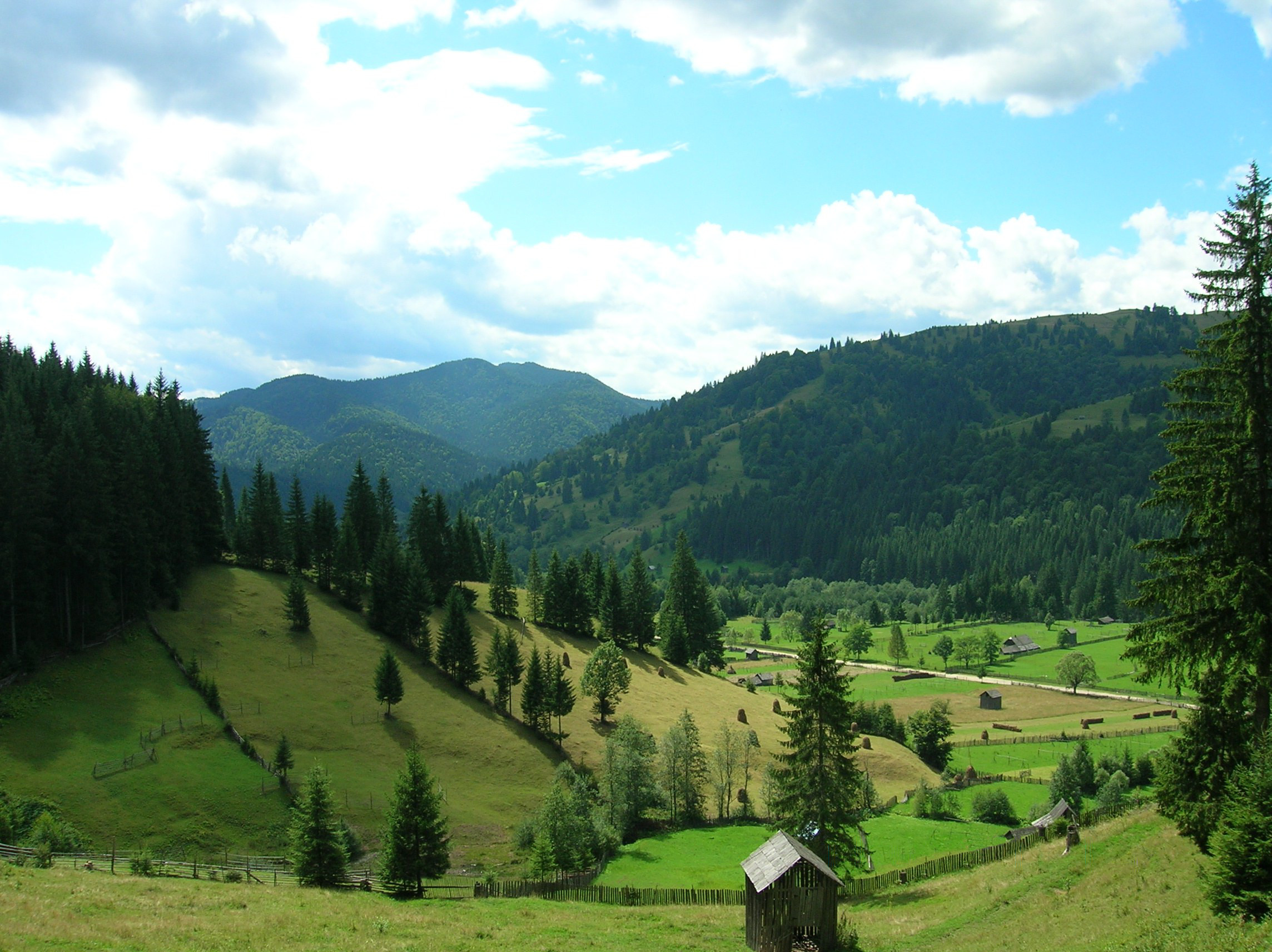
Valea Sabasei văzută de pe primele serpentine ale „Drumului Talienilor”

După ce se sfătuiește cu părintele Dănilă și cu baba Maranda, Vitoria decide să se roage Maicii Domnului și să țină post negru douăsprezece vineri la rând, sperând că Nechifor se va întoarce până atunci. După ce Gheorghiță se întoarce acasă în preajma sărbătorilor de iarnă, Vitoria pleacă la mănăstirea Bistrița pentru a se ruga la icoana făcătoare de minuni a Sfintei Ana și a cere un sfat duhovnicesc, apoi se deplasează la Piatra Neamț pentru a anunța stăpânirea de dispariția soțului ei. Prefectul județului afirmă că este posibil ca Nechifor Lipan să fi fost jefuit și ucis, confirmând temerile Vitoriei. Femeia se hotărăște să plece în căutarea soțului dispărut la terminarea celor douăsprezece săptămâni de post negru, împreună cu Gheorghiță, luând cu ei un baltag pentru a se apăra de răufăcători.
După ce-și vinde restul de marfă negustorului evreu David, Vitoria pornește în zorii zilei de 10 martie, împreună cu Gheorghiță, pe drumul parcurs de Nechifor Lipan până la Dorna. Ei urmează cursul Bistriței, trecând prin Bicaz, Călugăreni (unde se despart de David), Farcașa, Borca, Broșteni și Crucea și întrebând peste tot dacă oierul dispărut a trecut pe acolo. În cele din urmă, Vitoria ajunge la Vatra Dornei, unde află din registrele de vânzări că Nechifor cumpărase 300 de oi, învoindu-se apoi să vândă 100 de oi către doi gospodari munteni necunoscuți. Turmele de oi au fost trimise pe valea pârâului Neagra Șarului către popasul de iarnă de la Ștefănești (de la apa Prutului), iar cei trei tovarăși au pornit pe urmele lor.

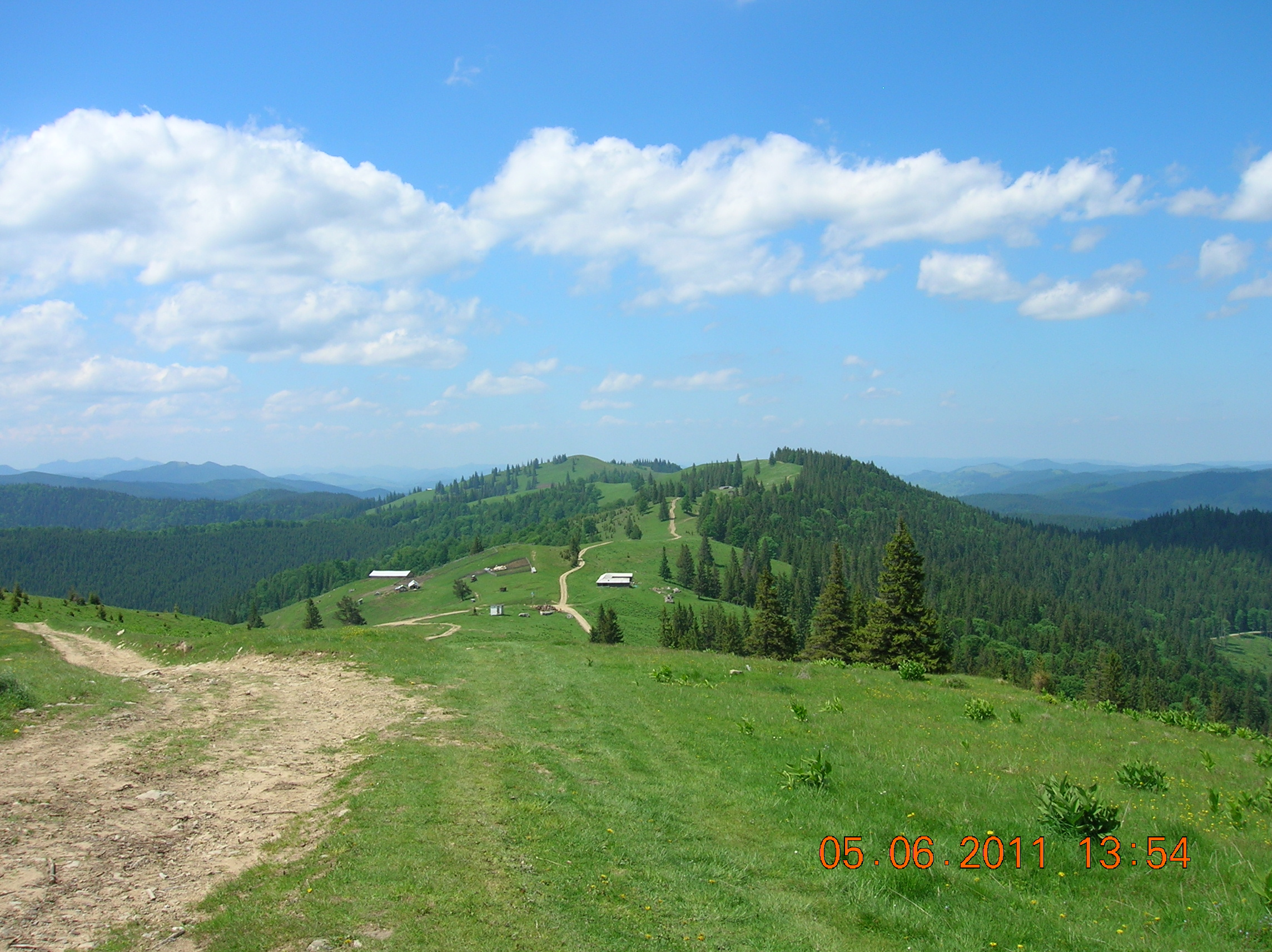
Pasul Stânișoara (în centrul imaginii), unde se află Crucea Talienilor

Vitoria și Gheorghiță pornesc pe valea Negrei pe urmele turmelor de oi, trecând prin Șaru Dornei, Păltiniș, Dârmoxa, Broșteni, Borca și Sabasa și traversând apoi Pasul Stânișoara (pe Drumul Talienilor) până în Suha (localitate înglobată astăzi în satul Mălini). Ajunsă la Suha, Vitoria află de la crâșmarul Iorgu Vasiliu și de la soția lui, Maria, că au trecut acolo prin toamnă numai doi oieri și nu trei. Cei doi oieri, Calistrat Bogza și Ilie Cuțui, locuiau în valea Doi Meri și păreau că s-au îmbogățit brusc în ultima vreme, iar nevestele lor deveniseră fudule și începuseră să facă risipă. Chemați la primărie și întrebați, Bogza și Cuțui afirmă că au cumpărat toate oile lui Lipan și s-au despărțit de acesta la Crucea Talienilor, Nechifor întorcându-se înspre casa lui. După ce se sfătuiește cu Vitoria, crâșmărița Maria lansează un zvon în Suha că vânzarea oilor către cei doi gospodari este discutabilă, deoarece s-ar fi făcut fără martori și fără semnarea vreunui document doveditor.
Ageră la minte, Vitoria trage concluzia că uciderea lui Nechifor Lipan a avut loc între Suha și Sabasa și traversează înapoi Pasul Stânișoara. Ea îl găsește în curtea unui gospodar din Sabasa pe Lupu, câinele credincios al soțului ei. Animalul le semnalează râpa unde zăceau osemintele lui Nechifor Lipan, alături de cele ale calului său. Craniul mortului era spart de o lovitură de baltag, dovedind că moartea oierului fusese una violentă. Chemate la fața locului, autoritățile îi cercetează pe Bogza și pe Cuțui, care continuă să susțină că ei se despărțiseră de Lipan după ce-i plătiseră toți banii.
Vitoria organizează un praznic mare la Sabasa cu ocazia înmormântării oaselor lui Lipan, invitându-i pe subprefect și pe cei doi gospodari din Suha. Femeia îl acuză pe Calistrat Bogza că i-ar fi lovit soțul pe la spate cu baltagul pentru a-i lua oile, în timp ce Cuțui stătea de pază ca să nu fie surprinși de vreun drumeț. Furios, gospodarul îi dă pe toți la o parte și iese din casă, unde îl atacă pe Gheorghiță. Flăcăul se apără și-l lovește pe Bogza în frunte cu muchea baltagului, iar câinele Lupu îl mușcă de gât pe ucigaș. Ilie Cuțui se predă și confirmă acuzațiile femeii, în timp ce Bogza, grav rănit de mușcătura câinelui, își recunoaște vina și cere să fie iertat.

## Structură
Romanul Baltagul este împărțit în 16 capitole numerotate cu cifre romane și fără titluri.

## Personaje
- Nechifor Lipan — oier bogat din Tarcău. S-a îmbolnăvit de hidropizie la vârsta de patru ani, fiindu-i schimbat numele din Gheorghiță în Nechifor ca parte a unui ritual vrăjitoresc.[9] Provine dintr-o familie de oieri[10] și este proprietar al mai multor turme de oi.
- Vitoria Lipan — soția lui Nechifor Lipan. A născut șapte copii, din care cinci au murit de pojar sau de difterie, rămânând în viață numai doi.[11] Este aprigă și îndârjită.
- Gheorghiță Lipan — fiul lui Nechifor și al Vitoriei, ce poartă numele adevărat al tatălui său.
- Minodora Lipan — fiica lui Nechifor și a Vitoriei. Este îndrăgostită de Ghiță C. Topor (feciorul dascălului Andrei ce-și făcea serviciul militar la Piatra Neamț). Este trimisă la mănăstirea Văratec pe perioada căutărilor lui Nechifor Lipan.
- părintele Daniil (Dănilă) Milieș — preotul din satul Tarcău. Este căsătorit cu preoteasa Aglaia și are șase copii. El tălmăcește sătenilor scrisorile și documentele oficiale și le scrie jalbe și scrisori.
- baba Maranda — vrăjitoarea satului Tarcău. Locuiește la marginea satului, lângă cimitir.
- Iordan — crâșmarul din satul Tarcău
- Mitrea — argatul familiei Lipan. Autorul îl descrie ca fiind un „om fără vârstă, scund și cu ochii șterși”,[12] iar Vitoria îl consideră nepriceput și leneș.
- moș Alexa — bătrânul baci al turmelor de oi ale lui Nechifor Lipan. Se află cu oile la pășunat în bălțile Jijiei și Prului.
- arhimandritul Visarion — starețul mănăstirii Bistrița
- David — negustor evreu, prieten cu Nechifor Lipan. Ține dugheană, crâșmă și han la Călugăreni; el cumpără brânză și piei de miel de la Vitoria și apoi o însoțește o perioadă de drum.
- Donea — hangiul de la Bicaz
- Anastase Balmez — subprefect al județului Neamț
- Spiru Gheorghiu și Iancu Neculau — organizatori de jocuri de noroc ilegale, originari din Galați. Au fost prinși la Farcașa.
- moș Pricop — fierar și potcovar din Farcașa, căsătorit cu baba Dochia. Îi invită la masă pe Vitoria și pe Gheorghiță.
- Dumitru Macovei și Toma — hangiii de la Șaru Dornei și Sabasa la care se oprește Vitoria pentru a afla pe unde a călătorit Nechifor
- Iorgu Vasiliu — hangiul de la Suha
- Maria — soția lui Iorgu Vasiliu
- Calistrat Bogza — muntean mare și cu buză de iepure din satul Doi Meri, ucigașul lui Nechifor Lipan
- Ilie Cuțui — muntean mititel și negricios din Doi Meri, complice la uciderea lui Nechifor Lipan
- Ileana — soția lui Calistrat Bogza
- Gafița — soția lui Ilie Cuțui

## Scriere și publicare

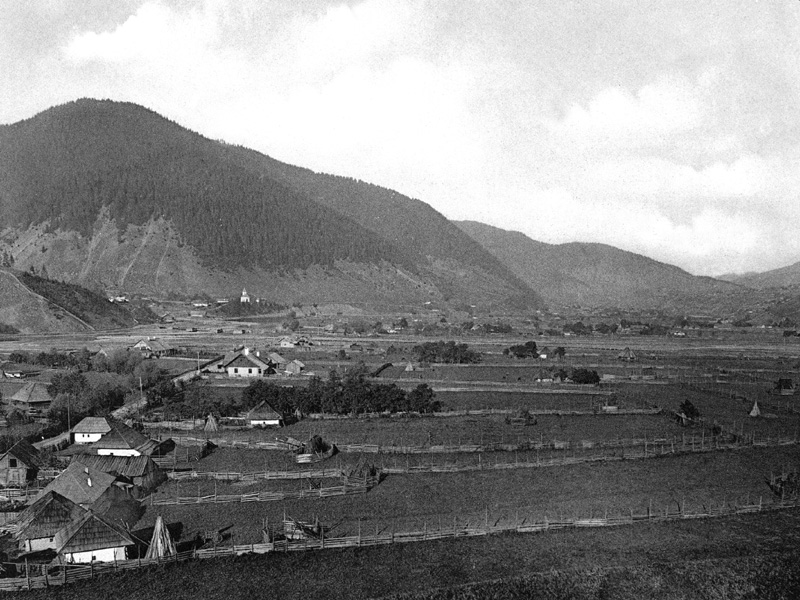
Satele Borca și Sabasa la începutul secolului al XX-lea. Pe aici a trecut și Mihail Sadoveanu înainte de a scrie romanul Baltagul.

Romanul Baltagul a fost scris pe parcursul a aproape două săptămâni (mai precis zece zile), după o expediție turistică efectuată de Sadoveanu pe valea Bistriței, de-a lungul pârâului Neagra și prin Munții Stânișoarei, pe traseul pe care-l vor urma și personajele Nechifor și Vitoria Lipan. Scriitorul s-a inspirat din balada populară „Miorița”, de unde a preluat tema și conflictul, punând ca motto următoarele două versuri: „Stăpâne, stăpâne,/Mai chiamă ș-un câne...”.
Sadoveanu s-a inspirat, de asemenea, în scrierea romanului din alte două balade populare culese de Vasile Alecsandri pe la mijlocul secolului al XIX-lea: „Șalga” – de unde a preluat chipul femeii energice, hotărâte să se răzbune pe cei care au prădat-o – și „Dolca” – de unde a preluat motivul animalului credincios.
Vorbind despre scrierea acestui roman, Profira Sadoveanu, fiica scriitorului, își rememora astfel acea perioadă de efervescență literară a tatălui ei: „Cum cuprinde furtuna năvalnic într-o clipită munți și păduri, așa-l cuprinde și pe Sadoveanu imboldul de-a scrie fără întârziere povestea acelui baltag, pe care îl cântărise de atâtea ori în palmă, gândindu-se la lovitura năpraznică pe care o poate da o armă ca aceea. Și, așezându-se la masa lui de lucru, scrie, scrie cu ardoare. Când se oprește o clipă ca să se plimbe prin grădină cu pelerina-i largă fâlfâind, în dosul frunții încruntate se vede bine că laboratorul urmează să lucreze. E o febră puternică, care durează zece zile”.
Romanul a fost publicat în noiembrie 1930 de către Editura Cartea Românească din București, cu prilejul aniversării celor 50 de ani de viață ai scriitorului, iar aspectul său i-a nemulțumit pe membrii familiei Sadoveanu. Profira Sadoveanu, una din fiicele scriitorului, scria că volumul „are o înfățișare simpatică pe dinafară, păcat că înăuntru dai de o hârtie foarte proastă [...] și o tipăritură frumoasă dar cam în grabă asvârlită”. Cu toate acestea, romanul a fost primit cu elogii de critica literară a vremii.
Au existat totuși și manifestări de ură la adresa romanului datorate orientării democratice a scriitorului, manifestate mai ales după preluarea de către Sadoveanu în 1936 a conducerii ziarelor Adevărul și Dimineața. Poziția antirăzboinică și antifascistă a scriitorului și prezența sa în rândurile masoneriei au determinat o campanie de amenințări și insulte la adresa sa din partea forțelor politice de extremă dreaptă. Sadoveanu a fost trecut de legionari pe o listă neagră cu dușmanii neamului, cărțile sale au fost arse demonstrativ în piețe publice în ceremonii de tip autodafé, iar scriitorului i s-a trimis acasă un exemplar din Baltagul despicat cu o lovitură de topor.

## Timpul acțiunii
Mihail Sadoveanu nu precizează anul în care se petrece acțiunea, ci doar zilele și lunile calendaristice, vrând să sugereze că timpul acțiunii este un timp mitic, valabil pentru orice epocă în care se respectă credințele și datinile străvechi. Există totuși unele repere temporale care încadrează acțiunea în anii '20 ai secolului al XX-lea.
Reperul cel mai precis este mențiunea făcută în roman la introducerea în uzul bisericesc a calendarului gregorian, hotărâre adoptată de Biserica Ortodoxă Română începând cu data de 1 octombrie 1924 (care a devenit astfel 14 octombrie), ca urmare a discuțiilor purtate la conferința panortodoxă de la Constantinopol din 10 mai – 8 iunie 1923. Astfel, în Baltagul, Vitoria Lipan trece la un moment dat prin satul Crucea și se abate la o nuntă; ea afirmă cu acest prilej că nunta ar avea loc, potrivit rânduielilor noi, în Postul Mare, dar nuntașii îi răspund că ei resping îndreptarea calendarului și îl obligă pe preot să țină sărbătorile după calendarul iulian.

## Teme principale
Baltagul a fost considerat de unii critici literari ca fiind o epopee românească, ce poate fi comparabilă prin tema călătoriei anevoioase pentru realizarea unei datorii morale cu Odiseea lui Homer, Eneida lui Vergilius, Divina Comedie a lui Dante Alighieri sau cu expediția lui Siegfried din Cântecul Nibelungilor. Personajul principal este stăpânit de o pasiune puternică care-l împinge în parcurgerea unui drum presărat cu numeroase piedici.
Scriitorul își exprima entuziast legătura sa cu trecutul țării în discursul de recepție în Academia Română, intitulat „Poezia populară”, pe care l-a rostit în 1923: „artiștii cu fața în lumina nouă de auroră, trebue să-și plece urechea spre trecut și spre popor... N'au adus însă lucrări ale noastre și de valoare decât acei care au avut în vedere elementul statornic al neamului nostru, poporul cu limba lui”.

### Tradiționalismul lumii rurale

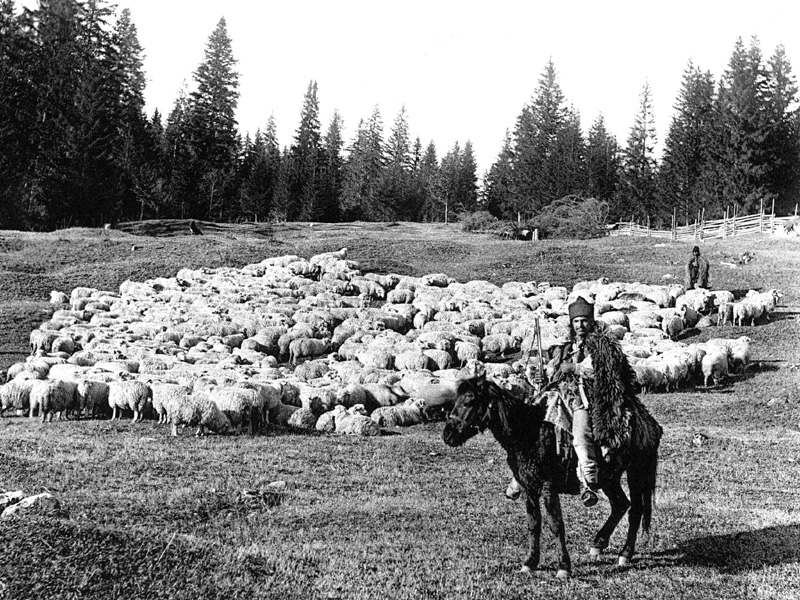
Turmă de oi în munții Rarău la începutul secolului al XX-lea.

Ca și în alte scrieri, Mihail Sadoveanu prezintă o lume rurală tradiționalistă, care viețuiește după reguli străvechi și respinge inovațiile modernității. Personajele din Baltagul trăiesc de secole după un ritual propriu, urmând ciclul naturii și ghidându-se după legi nescrise. Tradiția capătă aici putere de lege și sunt păzite cu strășnicie pentru că oamenii nu au încredere în instituțiile moderne precum tribunalul, prefectura sau primăria. Viața rurală este dominată de automatisme statornicite prin obiceiuri milenare, fiind lipsită de neprevăzut.
Trăind în pustietăți rar călcate de alți oameni, muntenii și-au format un caracter puternic și autonom, respectând un set de norme morale străvechi. Autorul îi caracterizează la începutul capitolului X, descriindu-i astfel: „Locuitorii aceștia de sub brad sunt niște făpturi de mirare. Iuți și nestatornici ca apele, ca vremea; răbdători în suferinți ca și-n ierni cumplite, fără griji în bucurii ca și-n arșițile lor de cuptor, plăcându-le dragostea și beția și datinile lor de la începutul lumii, ferindu-se de alte neamuri și de oamenii de la câmpie și venind în bârlogul lor ca fiara de codru — mai cu samă stau ei în fața soarelui c-o inimă ca din el ruptă: cel mai adesea se desmiardă și lucește — de cântec, de prietinie”. Muntenii par a face parte dintr-o rasă veche și pură, care cunoaște tainele naturii și misterele umanității.
Încălcarea principiilor etice produce un dezechilibru în acest mediu, iar restabilirea echilibrului se face prin găsirea punctului în care existența a fost întreruptă și prin pedepsirea celor care au tulburat viața pașnică a comunității. Spre deosebire de balada populară „Miorița”, Sadoveanu respinge ideile de resemnare în fața morții și de împăcare cu destinul ale victimelor, descriind efortul făcut pentru ca dreptatea să triumfe.
Peisajul pustiu contribuie la formarea unor caractere puternice. Țăranii lui Sadoveanu sunt ospitalieri și blajini, dar neînfricoșați și puternici. Principala trăsătură sufletească prețuită în aceste locuri este bărbăția, capacitatea de a lua hotărâri ferme și de a le pune în aplicare fără șovăieli, trăsătură care este întâlnită atât la bărbați, cât și la femei.
Personajul principal, Vitoria Lipan, este reprezentativ pentru o întreagă clasă socială: țărănimea care nu-și pune nădejdea în autoritățile de stat, ci așteaptă ajutor numai de la Dumnezeu. Credincioasă, dar și superstițioasă, ea ajunge la convingerea că soțul ei este mort și este dusă de instinct la locul uciderii lui. Autorul descrie un ansamblu de credințe, superstiții și obiceiuri populare care guvernează viața oamenilor din mediul rural.

### Investigarea unui caz de crimă
Baltagul a fost considerat de unii critici ca fiind un adevărat roman polițist în care se investighează un caz de dispariție, descoperindu-se o crimă și depistându-se și pedepsindu-se făptuitorii. Punctul de plecare al romanului îl constituie crima din balada „Miorița”, în care un baci moldovean este ucis de doi confrați, unul ungurean și altul vrâncean, pentru a fi prădat de turme („că-i mai ortoman/ș-are oi mai multe,/mândre și cornute/și cai învățați/și câni mai bărbați”).
Scriitorul reconstituie acțiunea legendară din baladă, dându-i mitului aspectul unei realități contemporane. El dezvoltă tema lirică din baladă, suprapunându-i o structură epică și o intrigă antropologică. Investigarea Vitoriei Lipan se desfășoară după un plan conceput de ea, în care intuiția feminină joacă un rol foarte important, semănând cu o „vânătoare”.
Deși ancheta este condusă formal de subprefectul Anastase Balmez, femeia este cea care împinge cercetările, prin inteligență și diplomație, în direcția dorită de ea. Vitoria nu-l contrazice pe omul legii, care se simte condus de rațiunea logică a muntencei, spunând că „grăiesc și eu ca o minte slabă ce mă aflu”. Ea nu-i acuză direct pe făptași, ci-i determină pe aceștia să se demaște singuri.
George Călinescu considera că „Vitoria e un Hamlet feminin, care bănuiește cu metodă, cercetează cu disimulație, pune la cale reprezentațiuni trădătoare și când dovada s-a făcut dă drumul răzbunării”. Același critic o compara pe Vitoria Lipan cu Anca din drama Năpasta (1890) a lui I.L. Caragiale.

### Respingerea atitudinii de resemnare în fața morții
Balada „Miorița” se remarcă printr-o atitudine de neputință, de resemnare și de împăcare cu soarta, omul simplu aflându-se într-o incapacitate de a se opune destinului care i se hărăzește. Unii critici au văzut în atitudinea ciobanului moldovean o expresie cristalizată a blândeții ancestrale a poporului român, un defetism nejustificat și inexplicabil. Romanul Baltagul respinge această mistificare antipatriotică, prezentând cazul unei femei simple care nu cedează în fața necazurilor și luptă pentru izbânda dreptății, răzbunând moartea năpraznică a soțului ei.
Personajele lui Sadoveanu nu au o atitudine senină în fața morții ca în „Miorița”, ci luptă pentru propria viață și, chiar după ce mor, urmașii lor nu-și găsesc liniștea până ce nu obțin dreptate. Vitoria Lipan nu este astfel o individualitate, ci poate fi considerată un exponent al unei spețe de eroi legendari români. Ea provine din „categoria oamenilor tari”, caracterizați prin respectarea datoriilor morale și printr-o voință de neclintit. Pasiunea ce o animă pe Vitoria Lipan, dorința de a-și răzbuna soțul, a fost comparată de criticul Ion Dodu Bălan cu mânia ce-l cuprinse pe Achil Peleianul atunci când află că prietenul său, Patrocle, a fost ucis în luptă de Hector.
Dorința Vitoriei de a-și căuta soțul ucis pentru a-l înmormânta creștinește a fost asemănată de Perpessicius cu înfruntarea tiranului Creon de către Antigona prin organizarea unui ritual simbolic de înmormântare pentru fratele ei, Polinice, gest care a determinat condamnarea ei la moarte prin îngropare de vie. Tenacitatea morală a Vitoriei Lipan poate fi comparată cu cea a eroinei antice Antigona, ambele personaje neacceptând niciun compromis pentru a săvârși ceea ce consideră ele că ar fi drept.

## Stil literar
Romanul Baltagul este o operă literară poetică compusă din elemente lirice și epice. Sadoveanu folosește o limbă literară ce derivă din graiul poporului, având forme și nuanțe originale.
Stilul romanului este unul solemn, cu propoziții și fraze sentențios-naive cu caracter oral, semănând cu exprimarea dintr-o carte populară veche. Criticul literar Ion Rotaru constata că „artistul nu scrie, ci povestește. Nu neapărat oral, cât mai ales solemn și festiv, stilul este al rapsodului popular. Povestitorul își apleacă urechea pe melodia cuvintelor și propozițiilor, venite parcă dintr-un trecut îndepărtat și dispuse, cu detașare, pe un portativ imaginar”.
Textul literar are un caracter pseudoritmic și o muzicalitate izvorâte în chip natural dintr-o serie de elemente poetice și sintactice: expresii arhaice, anumite forme populare, cadența cuvintelor care uneori imprimă prozei un ritm trohaic, folosirea infinitivului, gerunziului și participiului care sporesc armonia textului, imagini acustice etc.
Excesul de lirism apropie romanul de o legendă, considera Alexandru Philippide. Vitoria Lipan are impregnată în suflet „o vigoare și o asprime primitivă”, iar perseverența în găsirea și pedepsirea ucigașului bărbatului ei o așază în alături de eroinele tragediilor antice.

## Aprecieri critice
Mai mulți critici literari au considerat Baltagul ca fiind o capodoperă a lui Mihail Sadoveanu. Criticul Ov. S. Crohmălniceanu situa acest roman în „zona operelor capitale ale literaturii noastre și, fără nici o îndoială, ale literaturii mondiale”, în timp ce Izabela Sadoveanu îl considera „un poem epic de o desăvârșire, o sobrietate și o
simplicitate antică”. Acest roman sadovenian are o valoare literară evidențiată, potrivit lui George Călinescu, prin „repeziciune și desăvârșit echilibru al expresiei”. În opinia lui Pompiliu Constantinescu, „inspirația acestui mare poet îmbrățișează într'o lumină de baladă stratul arhaic al vieții țărănești, în fundamentele ei etnice și etice”.
Plecând de la o baladă populară, scriitorul combină liricul cu epicul într-un mod desăvârșit, realizând o creație literară în care suprapune realitatea pe un mit. Romanul reconstituie o lume arhaică, cu acțiuni neschimbate timp de milenii precum transhumanța periodică potrivit anotimpului. Povestea prezentată în Baltagul are un accent pronunțat de baladă atât prin crima păstorească care stă la baza sa și a măiestriei cu care Vitoria încearcă să descopere adevărul, cât mai ales prin rezonanța acestor întâmplări în mijlocul naturii singuratice. „Căci așa cum balada populară a ridicat un incident sângeros din viața păstorilor la înălțimea eternă a poeziei, tot astfel Mihail Sadoveanu a transfigurat balada într-un poem de atitudine și de largi perspective, expresie armonioasă a geniului său liric și narativ”, scria Perpessicius.
Criticul Cornel Regman îl considera „cartea cea mai răscolitoare, și artisticește cea care concentrează toate darurile de rapsod ale scriitorului”. În opinia sa, Baltagul semnifică o biruință a valorilor țărănești asupra înnoirilor ireversibile produse în satul românesc. Cu toate acestea, cadrul de viață nu rămâne unul arhaic și închis la înnoiri, ci asimilează acele modificări care nu contravin valorilor ancestrale ale comunității.
„Prin puterea lui de cuprindere și sintetizare a vieții unei întregi colectivități, cu îndeletnicirile, credințele, folclorul și etnografia ei, Baltagul este o capodoperă și un fragment de epopee a poporului român, un excepțional poem al naturii”, rezuma aceste opinii criticul Ion Dodu Bălan.

## Traduceri
Romanul Baltagul a fost tradus în mai multe limbi străine:
- germană (Nechifor Lipans Weib, Editura Albert Langen/Georg Müller, München, 1936; traducere de Harald Krasser;[46][47] traducerea a fost editată apoi la Hamburg în 1949,[46][48] la München în 1958[49] și 1961,[50] la Berlin în 1958 (în vol. Die Wolfsinsel. Nechifor Lipans Weib),[49] 1964[51] și 1979[52] și la București în 1963,[53] 1967[54] și 1969[55]),
- cehă (Tři jezdci, Melantrich, Praga, 1938; traducere de Marie Kojecká-Karásková;[46][47][56][57][58][N 1] o altă traducere a fost realizată de Otakar Jirouš și publicată sub titlul Čakan în vol. Čakan. Po řece připlul mlýn. Mitrea Cocor, SNKLHU, Praga, 1957),[46][57][59][60][N 2]
- slovacă (Horalka, Slovenská Grafia, Bratislava, 1943; traducere de Zuzka Dovalová),[46][47]
- finlandeză (Etsin miestäni, Oy Suomen kirja, Helsinki, 1944; traducere de Hilkka Koskiluoma),[46][47]
- italiană (La scure, în vol. L' osteria di ancutza. La scure: romanzi, A. Mondadori, Milano, 1944; traducere de Gino Lupi,[47] reeditată în 1945;[46][47] o traducere ulterioară a fost realizată de Mariano Baffi și publicată în vol. L' osteria di Ancutza; La scure; La gente delle capanne, apărut la Edizioni Avanti! din Milano în 1963[53] și apoi în vol. La scure, apărut la Edizioni Paoline din Francavilla în 1965;[51] o altă traducere a fost realizată de Marco Cugno și publicată în 2015 de Casa editrice Atmosphere Libri din Roma),[61]
- bulgară (Брадва, Narodna Kultura, Sofia, 1948; traducere de Janka Miteva;[48] o altă traducere a fost realizată de Ghergana Stratieva și publicată în 1973, sub titlul Секирата, în vol. Избрани творби (II), Narodna kultura, Sofia, 1980),[62][63]
- maghiară (A balta, Székesfűváros Irodalmi Intézete, Budapesta, 1948; traducere de Nora Aradi;[46][48] alte traduceri au fost realizate de György Jánosházy și András Sütő și publicate la București în 1949 și 1951,[46][48] apoi de László Lőrinczi și publicate la București în 1960 (în ediția bilingvă A balta. Baltagul),[64] și 1967 (inclusă în vol. A balta. Kisvárosi csend),[54] la Budapesta în 1960[64] 1962[65] și 1963 (inclusă în vol. Virágöböl)[53] și la Cluj-Napoca în 1987),[66]
- engleză (The Hatchet, The Book Publishing House, București, 1955; traducere de Eugenia Farca;[46][67] reeditată la Londra în 1965, la București în 1983[68] și la New York în 1991 (în vol. The Hatchet; The Life of Stephen the Great)[66]; o versiune intitulată The Hatchet a fost inclusă în vol. Jacob Steinberg (ed.), Introduction to Romanian Literature, Twayne Publishers, New York, 1966, pp. 29–76),[69]
- franceză (Le hachereau, Éditions Le Livre, București, 1955; traducere de Al. Duilio Zamfiresco,[46][67] reeditată în 1963 la București[70] și în 1965 la Paris;[51] o altă traducere a fost realizată de Profira Sadoveanu și publicată în 1973 de Editura Minerva din București;[71] o traducere nouă a fost realizată de Paul Miclău și publicată în 1993, împreună cu o versiune franceză a baladei populare „Miorița”, în vol. Miorița, tipărit de Ed. Prietenii Cărții din București în colecția „Français facile”),[72]
- suedeză (Yxan, Rabén & Sjögren, Stockholm, 1959; traducere de Ingegerd Granlund),[64]
- poloneză (Zaginiony, Państwowy Instytut Wydawniczy, Varșovia, 1960; traducere de Rajmund Florans),[50]
- greacă (Το πελέκι, Difros, Atena, 1962; traducere de Dionysis Chrysanthakopoulos, prefațată de Stratis Myrivilis),[65]
- portugheză (A machadinha, Edicão Livra do Brasil, Lisabona, 1962; traducere de Alexandre Cabral),[65]
- daneză (Øksen, Skrifola, Copenhaga, 1963; traducere de Per Skar),[53]
- sârbă (Osveta, Nolit, Belgrad, 1964; traducere de Aurel Gavrilov),[51]
- spaniolă (El hacha, Seijos y Goyanarte, Buenos Aires, 1964;[53] traducere de María Teresa León; o altă traducere a fost realizată de Marisa Filinich și publicată în 1981 în ediția bilingvă Baltagul. El hacha de Editura Minerva din București),[73]
- slovenă (Nechiforjeva žena, Prešernova družba, Ljubljana, 1966; traducere de J.K.),[54]
- croată (A balta, Izd. Preduzeće za književnost, București, 1968; traducere de J. Sremcevici),[54]
- rusă (Чекан, Izvestija, Moscova, 1983; traducere de Mihail Fridman)[68] și
- norvegiană (Øksa, Gyldendal, Oslo, 1997; traducere de Steinar Lone).[72]

## Adaptări

### Ecranizare
Prima intenție de ecranizare a romanului Baltagul i-a aparținut regizorului Liviu Ciulei. Scenaristul italian Sergio Amidei i-ar fi propus cineastului român să-i ofere rolul principal actriței italiene Anna Magnani. Scenariul lui Amidei se îndepărta însă de epica sadoveniană, iar personajul Nechifor Lipan urma să se schimbe caracterologic de trei ori în timpul filmului. Ecranizarea romanului a fost proiectată apoi de Victor Iliu (1964), Liviu Ciulei (1966) și Lucian Pintilie (1968), fiind încredințată în cele din urmă lui Mircea Mureșan.
Filmul Baltagul a fost realizat ca o coproducție româno–italiană, fiind filmat în perioada 28 februarie – 19 iunie 1969 la Sucevița, Roșu, Rarău și Buftea și având o durată de 103 minute. Personajele Vitoria Lipan și Calistrat Bogza au fost interpretate de actorii străini Margarita Lozano și Folco Lulli (dublați în film de Eugenia Bosânceanu și Nucu Păunescu). Printre actorii români care au figurat în distribuție se află: Ilarion Ciobanu (Nechifor Lipan), Florin Scărlătescu (subprefectul), Sandu Sticlaru (părintele Dănilă), Paul Misai (Gheorghiță), Sidonia Manolache (Minodora) și Nunuța Hodoș (baba Maranda). Filmul a fost prezentat în septembrie 1969 la Festivalul Internațional de Film de la Veneția, având premiera absolută la 15 octombrie 1969, la Film Forum de la Brno, și cea românească la 27 octombrie 1969, la București.
Criticii de film au evidențiat calitățile filmului (acuratețea imaginii și, parțial, interpretarea), precizând însă că Baltagul are „unele carențe de fond, de dramaturgie cinematografică și de înțelegere a structurii filozofice a romanului, mai exact a subtilităților lui filozofice și tipologice”, după cum scria Ștefan Oprea în volumul Diorame cinematografice (1983). Criticul Tudor Caranfil confirma opinia referitoare la lipsurile de structură dramaturgică și de relief psihologic a filmului, afirmând că ecranizarea lui Mircea Mureșan este „lipsită de afinitate sadoveniană”, fiind dominată parțial de „un delir vizual, într-un decupaj dezlânat de ambiție calofilă în care palpitul febril al camerei e neglijent montat”, în timp ce distribuția este strict decorativă. În opinia criticilor, cineastul insistă pe aspectele folclorice și pe valorificarea pitorescului plaiurilor moldave, îndepărtându-se de viziunea mitologică a operei sadoveniene.
Interpretarea Margaritei Lozano a fost, în general, apreciată de majoritatea criticilor, care au evidențiat înțelegerea personajului și trăirea sinceră a unui rol dificil, de o mare profunzime, conferindu-i Vitoriei „tragismul și demnitatea eroinelor antice, sensibilitatea și inteligența nativă a țărancei noastre”.

### Teatru radiofonic
Romanul a fost dramatizat de Sandu Marian, Alexandru Bibescu și Constantin Moruzan pentru Teatrul Național Radiofonic. Există două spectacole de teatru radiofonic în regia artistică a lui Constantin Moruzan. Primul dintre ele a avut premiera la 15 septembrie 1963 și a avut următoarea distribuție: Lica Gheorghiu (Vitoria Lipan), Tatiana Iekel, Sandu Sticlaru, Ion Cosma, Sandina Stan, Costache Antoniu, Eliza Petrăchescu, Dumitru Furdui, Niky Atanasiu, Ion Manu, Ștefan Mihăilescu-Brăila, Colea Răutu, Carol Kron, Constantin Guriță, Ina Otilia Ghiulea, Alexandru Giugaru, George Calboreanu, Ana Barcan, Mihai Mereuță, Emanoil Petruț, Draga Olteanu, Silvia Dumitrescu-Timică ș.a.
Cel de-al doilea spectacol a avut premiera la 22 iulie 1974 și o durată de 97 de minute, cu următoarea distribuție: Irina Răchițeanu Șirianu (Vitoria Lipan), Mariana Cercel (Minodora), Nicolae Botez Luchian (Dănilă), Ștefan Mihăilescu-Brăila (negustorul), George Demetru (prefectul), Cornel Coman (Vasiliu), Tatiana Iekel (Maria), Ion Henter (Calistrat Bogza), Mihai Mereuță (Cuțui), Ion Manta (dl. Toma), Elena Bog Amaria (o femeie), Ioana Ciomârtan, Jean Reder ș.a. Echipa tehnică a fost alcătuită din Constantin Botez (regia de studio), Romeo Chelaru (regia muzicală) și Ion Mihăilescu (regia tehnică).

## Vezi și
- UNESCO Collection of Representative Works